# Miguel Ángel Erausquin
Miguel Ángel Erausquin (Buenos Aires, 5 de enero de 1955)
es un músico, docente, compositor, cantante y guitarrista de rock argentino conocido por ser uno de los integrantes del dúo Pastoral junto a su compañero Alejandro De Michele.

## Biografía
Integró el dúo Pastoral junto a Alejandro De Michele, con quien editó con él siete discos y un EP.
Cuando el dúo se disolvió en 1979, Erausquin formó La Máscara De Menta que pese a sus buenas perspectivas se separó a los pocos meses.
Grabó un álbum solista, Hacia la libertad:

"El título es algo meramente espiritual, es una sensación. También puede significar algo más profundo que la parte espiritual. Hacia la libertad es un camino. A mí, en particular, me gustaría que todos por intermedio de él llegáramos a una meta positiva, para dejar atrás un montón de escollos que, socialmente hablando, vivimos en la actualidad. No es una obra conceptual, porque en el primer trabajo discográfico que emprendo sólo me parecía poco sincero tratar una obra, ya que para hacerlo se necesita planificarla muy bien. Lo que me pareció mejor fue unificar la idea incluyendo algunas canciones que no tienen nada que ver. Todas en general tratan el mismo tema, que es la libertad, desde diferentes ángulos: uno habla de un trabajador, otro enfoca a la libertad como una sensación, etcétera".
MAE, entrevista para la revista Pelo

Luego de un extenso viaje por Europa y Medio Oriente, regresó al país y decidió reunir a Pastoral pero con un nuevo concepto musical, dando vida al álbum Generación

"Cuando nos juntamos con Alejandro para ver la posibilidad de seguir tocando juntos, lo único en lo que teníamos que estar de acuerdo era en el estilo musical que mostraríamos con el nuevo Pastoral. Y digo en lo único porque nosotros teníamos una muy buena relación, éramos amigos y no teníamos ninguna clase de problema. Ale tenía la idea de continuar en una imagen similar a la anterior, y con un concepto musical también parecido a lo que veníamos haciendo. Cuando él me plantea esto, yo que venía de estar bastante tiempo en Europa viendo conciertos y escuchando lo que allí pasaba, sugiero que cambiemos primero el look, nada de camisas blancas ni sonrisas, saldríamos con camperas negras pelo corto y una expresión seria en nuestras caras, porque no había mucho de qué reírse. Ale estuvo de acuerdo y le gustó la proposición. Era como empezar de nuevo con algo nuevo, ése era el desafío, trabajar para hacer algo diferente a lo anterior".
MAE, reportaje, 2005

El dúo funcionó hasta principios de 1983 año del fallecimiento de Alejandro De Michele.
Desde ahí en más Erausquin inició una carrera que lo llevó a grabar un disco solista bajo las siglas MAE titulado A través del sol nunca editado.
Ante las pocas perspectivas que se le presentaban en Argentina, a mediados de la década de 1980 optó por radicarse en MadridEspaña.

"El alejamiento del ámbito musical coincidió con mi establecimiento en Madrid, donde estuve tocando y trabajando con la música. Luego seguí cercano al espectáculo trabajando como Stage Manager de Rocío Jurado, formando parte de una productora, organizando espectáculos. Después de ocho años, regresé a Buenos Aires y tuve oportunidad de continuar con la grabación de un CD, que había comenzado en 1984. Fue algo increíble porque lo continué con la misma gente con quienes lo había comenzado tantos años atrás. Ese trabajo se llama A través del sol".

## Discografía
- Pastoral (1974)
- En el hospicio (1975)
- Humanos (1976)
- Atrapados en el cielo (1977)
- Mensaje mágico (sencillo) (1977)
- De Michele - Erausquin (1979)
- Generación (1982)
- En vivo, Obras, 1983 (2 CD) (2009)

Solista
- Hacia la libertad (1980)
- A través del sol (1992)